# Schtil (Trägerrakete)

Schemazeichnung der Schtil

Die russische Trägerrakete Schtil (russisch Штиль für Windstille) ist eine konvertierte U-Boot-gestützte ballistische Rakete (SLBM), die auch für den Start von Satelliten in eine niedrige Erdumlaufbahnen verwendet wurde.
Sie basiert auf der Interkontinentalrakete R-29RM und wurde vom Staatlichen Raketenzentrum Makejew entwickelt. Die Schtil-Rakete ist eine dreistufige Trägerrakete, die mit Flüssigtreibstoffen betrieben wird. Es ist die erste Rakete, die Nutzlasten von einem U-Boot aus in den Erdorbit brachte.
Im Jahr 2010 entschied das russische Verteidigungsministeriums, die Schtil nicht mehr für orbitale Starts bereitzustellen.

## Orbitale Startliste
Die Schtil wurde nur für zwei Satellitenstarts genutzt:
| Zeitpunkt (UTC)    | Typ       | Startplatz U-Boot                             | Nutzlast             | Art der Nutzlast                                                                | Nutzlast         | Orbit | Anmerkungen |
| ------------------ | --------- | --------------------------------------------- | -------------------- | ------------------------------------------------------------------------------- | ---------------- | ----- | ----------- |
| 7. Juli 1998 03:15 | Schtil-1N | Barentssee: 69,3°N, 35,3°O K-407 Nowomoskowsk | TUBSAT-N/N1 Schtil-1 | 2 Kommunikations- und Forschungssatelliten Raketenstufe mit techn. Instrumenten | 2× 8,5 kg + 3 kg | LEO   | Erfolg      |
| 26. Mai 2006 19:50 | Schtil-1N | Barentssee: 69,5°N, 34,2°O K-84 Ekaterinburg  | Kompas 2             | Forschungssatellit                                                              | 80 kg            | LEO   | Erfolg      |